# Майер, Пауль Августин
Пауль Августин Майер (нем. Paul Augustin Mayer; 23 мая 1911, Альтэттинг, Германская империя — 30 апреля 2010, Рим, Италия) — немецкий куриальный кардинал, бенедиктинец. Титулярный архиепископ Сатриано с 6 января 1972 по 8 апреля 1984. Секретарь Конгрегации по делам Религиозных и Светских Институтов с 8 сентября 1971 по 8 апреля 1984. Титулярный архиепископ с 8 апреля 1984 по 25 мая 1985. Про-префект Конгрегации богослужения и Конгрегации таинств с 8 апреля 1984 по 27 мая 1985. Префект Конгрегации таинств с 27 мая 1985 по 28 июня 1988. Префект Конгрегации богослужения и дисциплины таинств с 27 мая 1985 по 1 июля 1988. Председатель Папской Комиссии «Ecclesia Dei» со 2 июля 1988 по 1 июля 1991. Кардинал-дьякон с титулярной диаконией Сант-Ансельмо-аль-Авентино с 25 мая 1985 по 29 января 1996. Кардинал-священник с титулом церкви pro hac vice Сант-Ансельмо-аль-Авентино с 29 января 1996.

## Ранняя жизнь и образование
Пауль Майер родился 23 мая 1911 года, в Альтёттинге, в Германии. При крещение он получил имя Пауль. Он присоединился к ордену Святого Бенедикта в аббатстве Святого Михаила, в Меттене, взяв имя Августин. Монашеский постриг состоялся в 1931 году. Он учился в Зальцбургском университете и в Папском Римском Athenaeum Святого Ансельма в Риме.

## Священник
Майер был рукоположён в священника 25 августа 1935 года. В 1935—1937 годах продолжение учёбы в Зальцбурге и Риме. После своей ординации он был членом профессорско-преподавательского состава в аббатстве Святого Михаила с 1937 года по 1939 год. Отец Майер был перемещён, чтобы быть членом профессорско-преподавательского состава в Папском Римском Athenaeum Святого Ансельма с 1939 года по 1966 год. Он служил его ректором с 1949 года по 1966 год. Майер был апостольским визитатором швейцарских семинарий с 1957 года по 1959 год.
Отец Майер служил Секретарём подготовительной комиссии Второго Ватиканского Собора с 1960 года по 1962 год. 3 ноября 1966 года он был избран аббатом аббатства Святого Михаила, Меттен, Бавария. Аббат Майер получил аббатское благословение от Рудольфа Грабера, епископ Регенсбурга.
Аббат Майер был назначен секретарём Конгрегации по Религиозным и Светским Институтам 8 сентября 1971 года.

## Епископ
Как секретарь Конгрегации аббат Майер был назначен титулярным архиепископом Сатрианума папой римским Павлом VI 6 января 1972 года. Рукоположён в епископа 13 февраля, в соборе Святого Петра, папой римским Павлом VI, которому помогали кардинал Бернардус Йоханнес Алфринк — архиепископ Утрехта и кардинал Уильям Конвей — архиепископ Армы. На этой же самой церемонии был посвящён Джузеппе Казория, титулярный архиепископ Весковио, секретарь Священной Конгрегации дисциплины таинств, будущий кардинал.
8 апреля 1984 года папа римский Иоанн Павел II назвал архиепископа Майера про-префектом Конгрегации таинств и Конгрегации богослужения.

## Кардинал
Архиепископ Майер был объявлен кардиналом-дьяконом с титулярной диаконией Сант-Ансельмо-аль-Авентино на консистории от 25 мая 1985 года. 
Кардинал Майер был назван полным префектом Конгрегации таинств и Конгрегации богослужения двумя днями позднее. Он осуществлял контроль над объединением двух конгрегаций области, которые были объединены под одним названием с 1988 года. 
Кардинал Майер оставил пост префекта 1 июля 1988 года. Он был назначен первым председателем Папской Комиссии Ecclesia Dei на следующий день. Комиссия намеревается возвратить к полному общению со Святым Престолом тех католиков-традиционалистов, которые находятся в состоянии разделения, как то общество Святого Пия X. Кардинал Майер потерял право участвовать в Конклавах когда достиг 80-летнего возраста в 1991 году. Он оставил пост председателя 1 июля 1991 года. Он был избран для степени кардиналов-священников, и его титулярная диакония был поднято pro hac vice к титулярной церкви 29 января 1996 года.

## Смерть
Умер кардинал Майер 30 апреля 2010 года в Риме. С 12 декабря 2007 год] до смерти был старейшим из кардиналов Римско-католической церкви.

## Разное
Также кардинал Майер являлся старейшим среди кардиналов по священнической хиротонии, 25 августа 2009 года он отпраздновал 74 годовщину своей священнической хиротонии. Соответственно в священном сане он служил Пию XI, Пию XII, Иоанну XXIII, Павлу VI, Иоанну Павлу I, Иоанну Павлу II и Бенедикту XVI.